# Ernesto Augusto, Duque de Iorque e Albany
Ernesto Augusto, Duque de Iorque e Albany (Osnabruque, 17 de setembro de 1674– Osnabruque, 14 de agosto de 1728) foi o último filho de Ernesto Augusto, Eleitor de Hanôver, e sua esposa Sofia de Hanôver, sendo o irmão mais novo do rei Jorge I da Grã-Bretanha. Foi um militar e serviu com distinção sob o imperador Leopoldo I do Sacro Império Romano-Germânico durante a Guerra dos Nove Anos e a Guerra da Sucessão Espanhola.

## Nascimento
Ernesto Augusto o sexto filho e sétima criança de Ernesto Augusto, Eleitor de Hanôver e Sofia de Hanôver. Seus avós paternos foram Jorge de Brunsvique-Luneburgo e Ana Leonor de Hesse-Darmstadt. Seus avós maternos eram Frederico V, Eleitor Palatino e Isabel Stuart.

## Educação
Sua educação seguiu os costumes da época, por que os príncipes alemães eram esperados para viajar para cortes estrangeiras para fazer contatos e aprender a estabelecer relações diplomáticas. No verão de seu 20 º ano, ele visitou a corte francesa em Versalhes via Amsterdã. Enquanto estava lá, ele completou 20 anos.

## Soldado
Após sua visita à França, ele trilhou o caminho bem-visto para os jovens príncipes alemães da época e serviu como um soldado. Seus interesses familiares estavam alinhados com os de Leopoldo I, Sacro Imperador Romano-Germânico e por isso ele lutou novamente contra os franceses na Guerra dos Nove Anos, e esteve presente na Batalha de Landen em 1693. Ele continuou a sua carreira militar durante a Guerra da Sucessão Espanhola e esteve ativamente envolvido no Cerco de Lille (1708).

## Jorge I
Após a morte de seu pai, Jorge herdou todas as suas terras e títulos, incluindo o de eleitor. Seu pai, havia alterado as tradições familiares de herança de ultimogenitura para primogenitura.  Ao contrário de seus quatro irmãos mais velhos, Ernesto não se opôs a esta mudança e, conseqüentemente, ele se dava bem com seu irmão mais velho Jorge, que confiava nele. Ele era um membro proeminente da corte do seu irmão em Herrenhausen , em Hanôver, recebendo os visitantes diplomáticos e tendo um papel ativo nos interesses culturais da corte. Sua influência pode ter ajudado a garantir a posição de Kapellmeister na corte.

## Frederico
Com a ascensão de Jorge ao trono britânico, Jorge se mudou para Londres e Ernesto continuou na Alemanha como o membro sênior da família em Brunsvique-Luneburgo e assumiu o dever de cuidar do neto de sete anos de Jorge, Frederico, que era filho de Jorge, Príncipe de Gales. Frederico foi deixado na Alemanha como um movimento diplomático, para tranquilizar a população e todos os estados vizinhos ambiciosos do compromisso contínuo da família para suas terras alemãs.

## Príncipe-Bispo de Osnabruque
Após a morte de Carlos José de Lorena em 1715, foi a vez de um protestante se tornar Príncipe-Bispo de Osnabruque. Agora que seu irmão era o rei da Grã-Bretanha, não foi considerado prático para Jorge seguir os passos de seu pai e assumir o título de Príncipe-Bispo, por isso o título foi passado para Ernesto.

## Duque de York e Albany
Em 1716, Ernesto visitou a Inglaterra, onde, em 29 de junho de 1716, ele foi criado Duque de Iorque e Albany e Conde de Ulster.
Em 30 de abril de 1718, ele foi criado um Cavaleiro da Ordem da Jarreteira, juntamente com seu sobrinho-neto Frederico, mais tarde o Príncipe de Gales.

## Morte
Ele morreu em Osnabruque em 14 de agosto de 1728 e foi enterrado lá. Ernesto nunca se casou e, após sua morte, seus títulos britânicos e irlandeses se tornaram extintos.